# Turnu Măgurele
Pour les articles homonymes, voir Turnu (homonymie) et Măgurele.
Turnu Măgurele est un port danubien du județ de Teleorman, Valachie, Roumanie, à la confluence de l'Olt et du Danube, qui forme la frontière avec la Bulgarie. Elle est située à environ 125 km au sud-ouest de Bucarest et a été construite autour du port médiéval de Turnu (la « Tour »).

## Histoire
Les vestiges d'un pont reliant Turris à Nicopolis, sur la rive sud (aujourd'hui bulgare), remontent à 330, sous le règne de Constantin le Grand. Par la suite les invasions barbares contraignent l'Empire romain d'orient à détruire le pont au VIe siècle, et à abandonner la région au VIIIe siècle.
La ville apparaît comme port de la principauté de Valachie mais les Turcs s'en emparent au XVIe siècle, en font une raya (marche militaire) et la gardent jusqu'en 1829, lorsque par le traité d'Andrinople elle est restituée à la Valachie. Mais entre-temps les alluvions se sont à tel point accumulées et le lit du Danube a tant été régularisé au XIXe siècle, que l'ancien port de Turnu a été comblé et le port moderne se situe aujourd'hui à 4 km au sud de la ville. 
Comme toute la Roumanie, Turnu Măgurele a subi les régimes dictatoriaux carliste, fasciste et communiste de février 1938 à décembre 1989, mais connaît à nouveau la démocratie depuis 1990. Un combinat agro-chimique élevé dans le port à l'époque communiste et vendu ensuite à la société allemande « Donau Chem » a gravement pollué le site et le fleuve, faisant péricliter la pêche et la pisciculture. Il tourne aujourd'hui au ralenti et le versement des salaires avait pris six mois de retard en 2016. La position excentrée de la ville et de son port n'a pas attiré beaucoup d'investisseurs, et le début de prospérité dû à l'ouverture des frontières en 2007 (entrée de la Bulgarie et de la Roumanie dans l'Union européenne) et aux ferries qui la reliaient à la ville bulgare de Nikopol en face, a été remis en question par la crise financière des années 2010, due à la dérégulation mondiale.

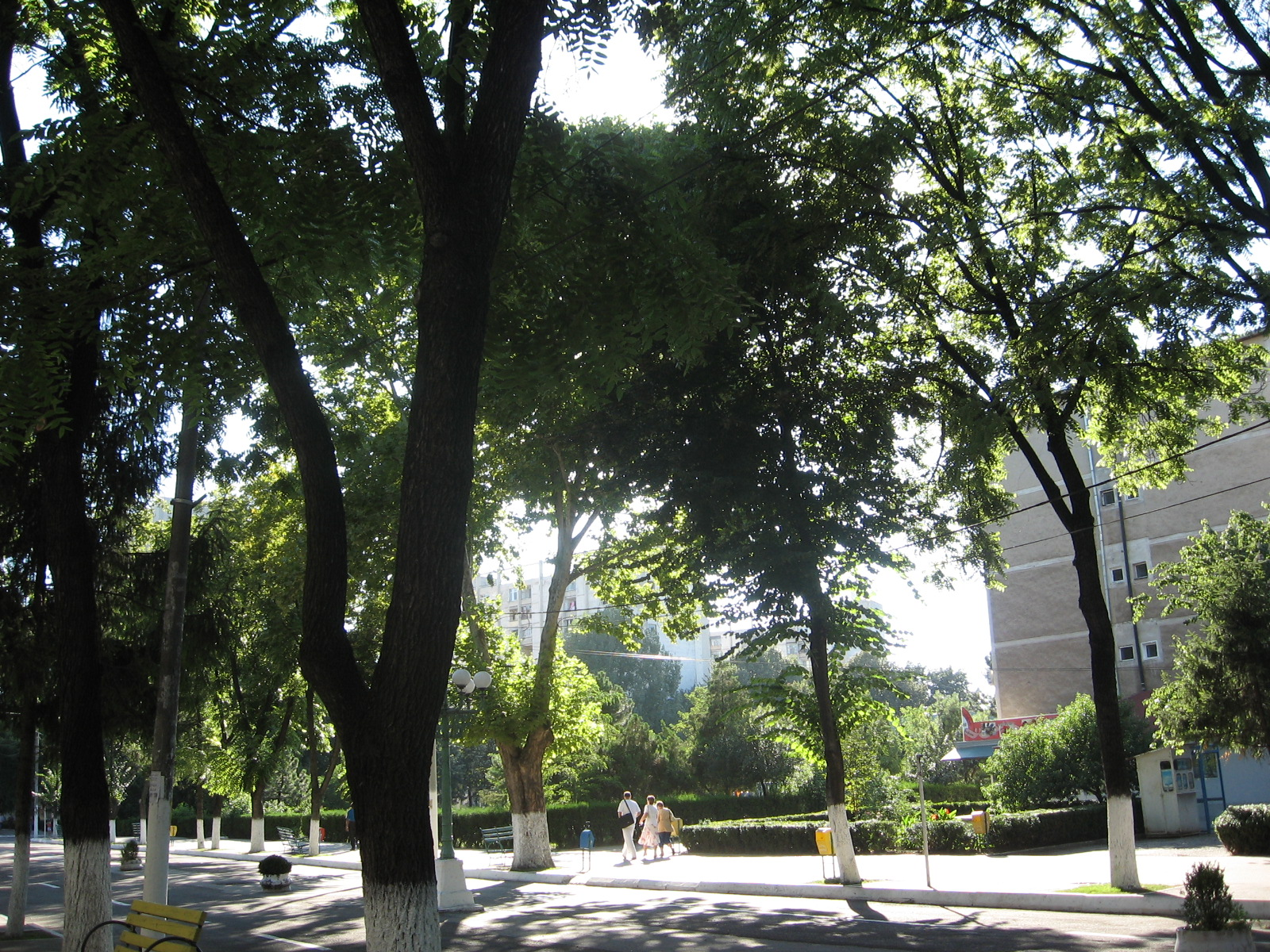
Avenue à Turnu Măgurele